# Erich Bock
Erich Bock (* 11. Oktober 1907 in Magdeburg; † 22. Dezember 1994 in Gießen) war ein deutscher Sanitätsoffizier.

## Leben
Nach dem Abitur in Magdeburg studierte Bock an der Julius-Maximilians-Universität Würzburg Medizin. Zu Beginn des Sommersemesters 1926 wurde er im Corps Moenania Würzburg aktiv. Am 1. April 1929 trat er als Marineoffizieranwärter in die Reichsmarine ein. Wie alle Offizieranwärter der Reichsmarine und der Kriegsmarine durchlief er die Grundausbildung auf Dänholm. Da er an einer deutschen Universität seiner Wahl (weiter) studieren durfte, ging er zum Wintersemester 1929/30 an die Friedrichs-Universität Halle; denn er wollte auch im väterlichen Corps Palaiomarchia aktiv werden. Dort zeichnete er sich als Consenior aus. An der Universität Hamburg bestand er 1932 das medizinische Staatsexamen.

### Marine
1934 heiratete er in Hamburg Erika Uhland, mit der er zwei Söhne und drei Töchter hatte. Mit ihr kam er als Arzt zu einer Torpedoboot-Halbflottille in Wilhelmshaven. Danach war er 2. Schiffsarzt auf dem neuen Panzerschiff Deutschland und Truppenarzt an der Marineschule Wesermünde. Ende 1936 zog die Familie nach Hamburg. In die Kriegsmarine übernommen, kam er im Oktober 1936 an das Bernhard-Nocht-Institut für Tropenmedizin. Im Rahmen der tropenmedizinischen Ausbildung wurde er Ende 1938 für einige Monate nach Niederländisch-Indien kommandiert; er kehrte aber erst im November 1940 über die Sowjetunion zurück. Von Juni bis September 1940 leitete er die hygienisch-bakteriologische Abteilung der Marinestation der Ostsee. Seit 1942 Geschwaderarzt, kam er als Hygieniker und Tropenmediziner im Deutsch-Sowjetischen Krieg mehrmals nach Südrussland. In Süditalien und Sofia diente er als Oberstabsarzt und stellvertretender Leitender Sanitätsoffizier des Marinegruppenkommandos Süd. In Hamburg wurde er Dr. med. habil. und Dozent (nicht Privatdozent). Da seine Familie in der Operation Gomorrha ausgebombt worden war, holte Bock sie nach dem Krieg mit Erlaubnis der Control Commission for Germany/British Element auf den Gutshof eines Onkels in der Nähe von Magdeburg. Dort mussten sie wiederum weichen, als Teile der Provinz Sachsen am 1. Juli 1945 von der Britischen Besatzungszone zur Sowjetischen Besatzungszone geschlagen wurden. Als Siegfried Handloser sich als ehemaliger Chef des Wehrmachtsanitätswesens in den Nürnberger Prozessen zu verteidigen hatte, wurde Bock als Zeuge berufen und – wie in Nürnberg üblich – für längere Zeit inhaftiert, um den Richtern jederzeit verfügbar zu sein.

### Bundeswehr und Grünes Kreuz
Anfang der 1950er Jahre wurde er in das Amt Blank berufen. Er wurde 1953 Chef der Abteilung Gesundheitswesen und war später beim Chef des Sanitätswesens der Bundeswehr. Im November 1957 wurde er zum Flottenarzt befördert und mit der Leitung des Bundeswehrlazaretts in Gießen beauftragt. Nachdem er am 31. März 1968 pensioniert worden war, leitete er zehn Jahre lang die medizinisch-wissenschaftliche Abteilung des Deutschen Grünen Kreuzes in Marburg. Seit dem Herbst 1994 ein Pflegefall, wurde er von den Kindern in Obhut des Johanniterstifts Gießen gegeben. Er starb mit 87 Jahren. Beigesetzt wurde er auf dem Friedhof Ohlsdorf neben seiner Frau, die er 1977 verloren hatte.

## Werke
- mit Fritz Pohle und Werner Bauer: Über die akute Nephritis. Zum heutigen Stand der Kenntnisse über Lungenentzündung, unter Berücksichtigung der in der Kriegsmarine von 1921 bis 1934 aufgetretenen Erkrankungsfälle. Mittler, Herford 1940. GoogleBooks